# 紅菽草
紅菽草，又名红车轴草、紅花苜宿、紅三葉草、紅花三葉草，为豆科三葉草屬下的一种多年生草本植物，高20—80 cm（8—31英寸），耐旱，可以作為牧草。它原產於地中海附近地區，每年5月到10月開粉紅色花。在引入北美之後成為入侵物種。

## 用途

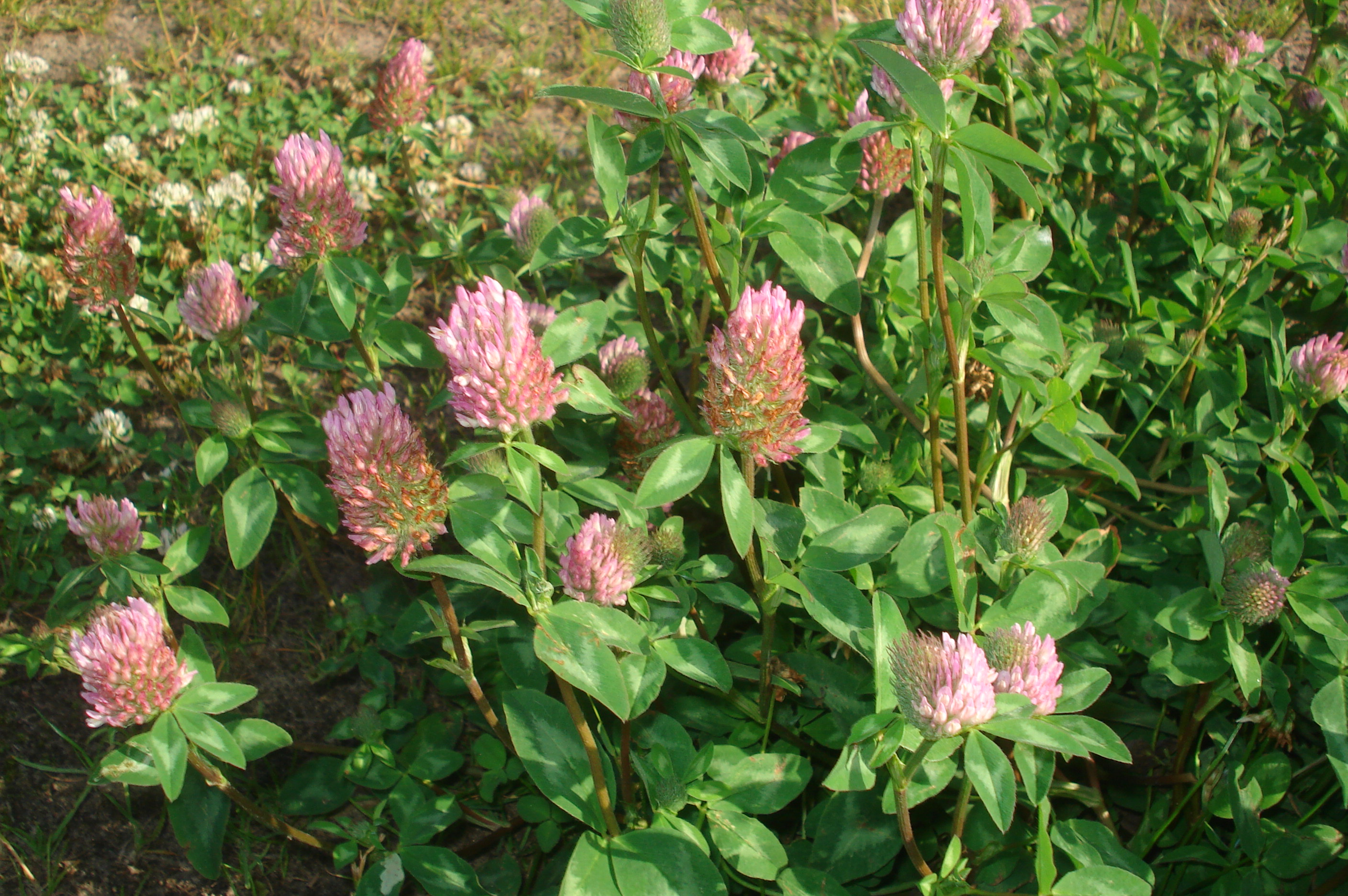
紅菽草

印度人會用它作為通便剂、解痉剂、祛痰剂、镇静剂、消炎和抗皮肤病藥。
它含有植物雌激素拟雌内酯，有乳腺癌、子宫内膜异位、卵巢癌、子宮癌、子宫肌瘤病史或對雌激素敏感的人應該慎用。

## 外部連結
- 維基物種上的相關：紅菽草
- 紅車軸草 Hongchezhoucao （页面存档备份，存于） 藥用植物圖像數據庫 (香港浸會大學中醫藥學院) （中文）（英文）
- 芒柄花黃素 Formononetin （页面存档备份，存于） 中草藥化學圖像數據庫 (香港浸會大學中醫藥學院) （中文）（英文）
- 大豆黃素 Glycitein （页面存档备份，存于） 中草藥化學圖像數據庫 (香港浸會大學中醫藥學院) （中文）（英文）